# Tour Championship
Il Tour Championship (spesso scritto TOUR Championship) è un torneo di golf del PGA Tour, che si tiene ogni anno come evento finale della stagione; dal 2007 costituisce l'evento conclusivo della FedEx Cup.
Istituito nel 1987 come Nabisco Championsip, si è disputato su vari campi, ma dal 2004 si tiene all'East Lake Golf Club di Atlanta, Georgia.

## Formato
Fino all'edizione del 2006, il torneo era riservato ai giocatori che occupavano le prime 30 posizioni nella classifica stagionale dei guadagni, aggiornata a due settimane prima dell'inizio del torneo. Si teneva a novembre, la settimana successiva al Volvo Masters, che era l'analogo torneo organizzato alla fine della stagione dello European Tour; visto il numero ridotto di golfisti, non era previsto il taglio.
A partire dall'edizione 2007, il torneo è stato spostato a settembre, dopo il BMW Championship, e costituisce l'ultimo evento della FedEx Cup, oltre che l'ultimo evento stagionale del PGA Tour: accedono al Tour Championship i giocatori che occupano le prime 30 posizioni della classifica a punti della FedEx Cup, stilata in base ai risultati ottenuti durante la regular season del PGA Tour e durante i primi due eventi della FedEx Cup; questi giocatori ottengono l'invito al successivo Masters, U.S. Open, Open Championship e Players Championship. I giocatori iniziano questo torneo con un punteggio basato sulla posizione in classifica generale al termine del BMW Championship, chiamato FedExCup Starting Strokes (introdotto nel 2019): il primo in classifica inizia con un punteggio di -10, il secondo con -8, il terzo con -7, fino ai giocatori nelle posizioni 21-25 che iniziano con -1 e gli ultimi 5 che iniziano al par; il giocatore che consegue il punteggio complessivo più basso, considerando il punteggio sulle 72 buche e il bonus iniziale, vince il Tour Championship e la FedEx Cup.

## Vincitori
| Anno                                                | Vincitore          | Nazione           | Punteggio         | Differenza dal par | Margine di vittoria | Secondo classificato                              | Montepremi ($)    | Premio per il vincitore ($) |
| Tour Championship                                   | Tour Championship  | Tour Championship | Tour Championship | Tour Championship  | Tour Championship   | Tour Championship                                 | Tour Championship | Tour Championship           |
| --------------------------------------------------- | ------------------ | ----------------- | ----------------- | ------------------ | ------------------- | ------------------------------------------------- | ----------------- | --------------------------- |
| 2024                                                | Scottie Scheffler  | Stati Uniti       | 262               | −30                | 4 colpi             | Collin Morikawa                                   | -                 | -                           |
| 2023                                                | Viktor Hovland     | Norvegia          | 261               | −27                | 5 colpi             | Xander Schauffele                                 | -                 | -                           |
| 2022                                                | Rory McIlroy (3)   | Irlanda del Nord  | 263               | −21                | 1 colpo             | Im Sung-jae Scottie Scheffler                     | -                 | -                           |
| 2021                                                | Patrick Cantlay    | Stati Uniti       | 266               | −21                | 1 colpo             | Jon Rahm                                          | -                 | -                           |
| 2020                                                | Dustin Johnson     | Stati Uniti       | 265               | −21                | 3 colpi             | Xander Schauffele Justin Thomas                   | -                 | -                           |
| 2019                                                | Rory McIlroy (2)   | Irlanda del Nord  | 267               | −18                | 4 colpi             | Xander Schauffele                                 | -                 | -                           |
| 2018                                                | Tiger Woods (3)    | Stati Uniti       | 269               | −11                | 2 colpi             | Billy Horschel                                    | 9.000.000         | 1.620.000                   |
| 2017                                                | Xander Schauffele  | Stati Uniti       | 268               | −12                | 1 colpo             | Justin Thomas                                     | 8.750.000         | 1.575.000                   |
| 2016                                                | Rory McIlroy (1)   | Irlanda del Nord  | 268               | −12                | Playoff             | Kevin Chappell Ryan Moore                         | 8.500.000         | 1.530.000                   |
| Tour Championship by Coca-Cola                      |                    |                   |                   |                    |                     |                                                   |                   |                             |
| 2015                                                | Jordan Spieth      | Stati Uniti       | 271               | −9                 | 4 colpi             | Danny Lee Justin Rose Henrik Stenson              | 8.250.000         | 1.485.000                   |
| 2014                                                | Billy Horschel     | Stati Uniti       | 269               | −11                | 3 colpi             | Jim Furyk Rory McIlroy                            | 8.000.000         | 1.440.000                   |
| 2013                                                | Henrik Stenson     | Svezia            | 267               | −13                | 3 colpi             | Jordan Spieth Steve Stricker                      | 8.000.000         | 1.440.000                   |
| 2012                                                | Brandt Snedeker    | Stati Uniti       | 270               | −10                | 3 colpi             | Justin Rose                                       | 8.000.000         | 1.440.000                   |
| 2011                                                | Bill Haas          | Stati Uniti       | 272               | −8                 | Playoff             | Hunter Mahan                                      | 8.000.000         | 1.440.000                   |
| The Tour Championship presented by Coca-Cola        |                    |                   |                   |                    |                     |                                                   |                   |                             |
| 2010                                                | Jim Furyk          | Stati Uniti       | 272               | −8                 | 1 colpo             | Luke Donald                                       | 7.500.000         | 1.350.000                   |
| 2009                                                | Phil Mickelson (2) | Stati Uniti       | 271               | −9                 | 3 colpi             | Tiger Woods                                       | 7.500.000         | 1.350.000                   |
| 2008                                                | Camilo Villegas    | Colombia          | 273               | −7                 | Playoff             | Sergio García                                     | 7.000.000         | 1.260.000                   |
| 2007                                                | Tiger Woods (2)    | Stati Uniti       | 257               | −23                | 8 colpi             | Mark Calcavecchia Zach Johnson                    | 7.000.000         | 1.260.000                   |
| 2006                                                | Adam Scott         | Australia         | 269               | −11                | 3 colpi             | Jim Furyk                                         | 7.000.000         | 1.170.000                   |
| 2005                                                | Bart Bryant        | Stati Uniti       | 263               | −17                | 6 colpi             | Tiger Woods                                       | 6.500.000         | 1.170.000                   |
| 2004                                                | Retief Goosen      | Sudafrica         | 269               | −11                | 4 colpi             | Tiger Woods                                       | 6.000.000         | 1.080.000                   |
| 2003                                                | Chad Campbell      | Stati Uniti       | 268               | −16                | 3 colpi             | Charles Howell III                                | 6.000.000         | 1.080.000                   |
| 2002                                                | Vijay Singh        | Figi              | 268               | −12                | 2 colpi             | Charles Howell III                                | 5.000.000         | 900.000                     |
| The Tour Championship presented by Dynegy           |                    |                   |                   |                    |                     |                                                   |                   |                             |
| 2001                                                | Mike Weir          | Canada            | 270               | −14                | 1 colpo             | Sergio García Ernie Els David Toms                | 5.000.000         | 900.000                     |
| The Tour Championship presented by Southern Company |                    |                   |                   |                    |                     |                                                   |                   |                             |
| 2000                                                | Phil Mickelson     | Stati Uniti       | 267               | −13                | 2 colpi             | Tiger Woods                                       | 5.000.000         | 900.000                     |
| 1999                                                | Tiger Woods        | Stati Uniti       | 269               | −15                | 4 colpi             | Davis Love III                                    | 5.000.000         | 900.000                     |
| 1998                                                | Hal Sutton         | Stati Uniti       | 274               | −6                 | Playoff             | Vijay Singh                                       | 4.000.000         | 720.000                     |
| The Tour Championship                               |                    |                   |                   |                    |                     |                                                   |                   |                             |
| 1997                                                | David Duval        | Stati Uniti       | 273               | −11                | 1 colpo             | Jim Furyk                                         | 4.000.000         | 720.000                     |
| 1996                                                | Tom Lehman         | Stati Uniti       | 268               | −12                | 6 colpi             | Brad Faxon                                        | 3.000.000         | 540.000                     |
| 995                                                 | Billy Mayfair      | Stati Uniti       | 280               | E                  | 3 colpi             | Steve Elkington Corey Pavin                       | 3.000.000         | 540.000                     |
| 1994                                                | Mark McCumber      | Stati Uniti       | 274               | −10                | Playoff             | Fuzzy Zoeller                                     | 3.000.000         | 540.000                     |
| 1993                                                | Jim Gallagher, Jr. | Stati Uniti       | 277               | −7                 | 1 colpo             | David Frost John Huston Greg Norman Scott Simpson | 3.000.000         | 540.000                     |
| 1992                                                | Paul Azinger       | Stati Uniti       | 276               | −8                 | 3 colpi             | Lee Janzen Corey Pavin                            | 2.000.000         | 360.000                     |
| 1991                                                | Craig Stadler      | Stati Uniti       | 279               | −5                 | Playoff             | Russ Cochran                                      | 2.000.000         | 360.000                     |
| Nabisco Championship                                |                    |                   |                   |                    |                     |                                                   |                   |                             |
| 1990                                                | Jodie Mudd         | Stati Uniti       | 273               | −11                | Playoff             | Billy Mayfair                                     | 2.500.000         | 450.000                     |
| 1989                                                | Tom Kite           | Stati Uniti       | 276               | −8                 | Playoff             | Payne Stewart                                     | 2.500.000         | 450.000                     |
| 1988                                                | Curtis Strange     | Stati Uniti       | 279               | −9                 | Playoff             | Tom Kite                                          | 2.000.000         | 360.000                     |
| 1987                                                | Tom Watson         | Stati Uniti       | 268               | −12                | 2 colpi             | Chip Beck                                         | 2.000.000         | 360.000                     |